# 陈时夫
陈时夫（1913年—1953年8月11日），本名程时福，湖北阳新人，中国人民解放军高级将官，第20军首任政治委员。